# Agrania
Agrania, agriania o agrionia fue una fiesta instituida en Argos en honor de una hija de Preto. 
Plutarco la describe del modo siguiente. Las mujeres buscan muy alanadas a Baco y no le encuentran y cesando sus pesquisas dicen que se ha retirado con las musas. Después cenan juntas y concluida la cena se proponen varios enigmas, para indicar que las musas deben acompañar los festejos. Esta fiesta se celebraba de noche y los convidados se coronan de hiedra. El furor supersticioso llegó algunas veces hasta al extremo de cometer los mayores excesos.